# Streik der 100.000

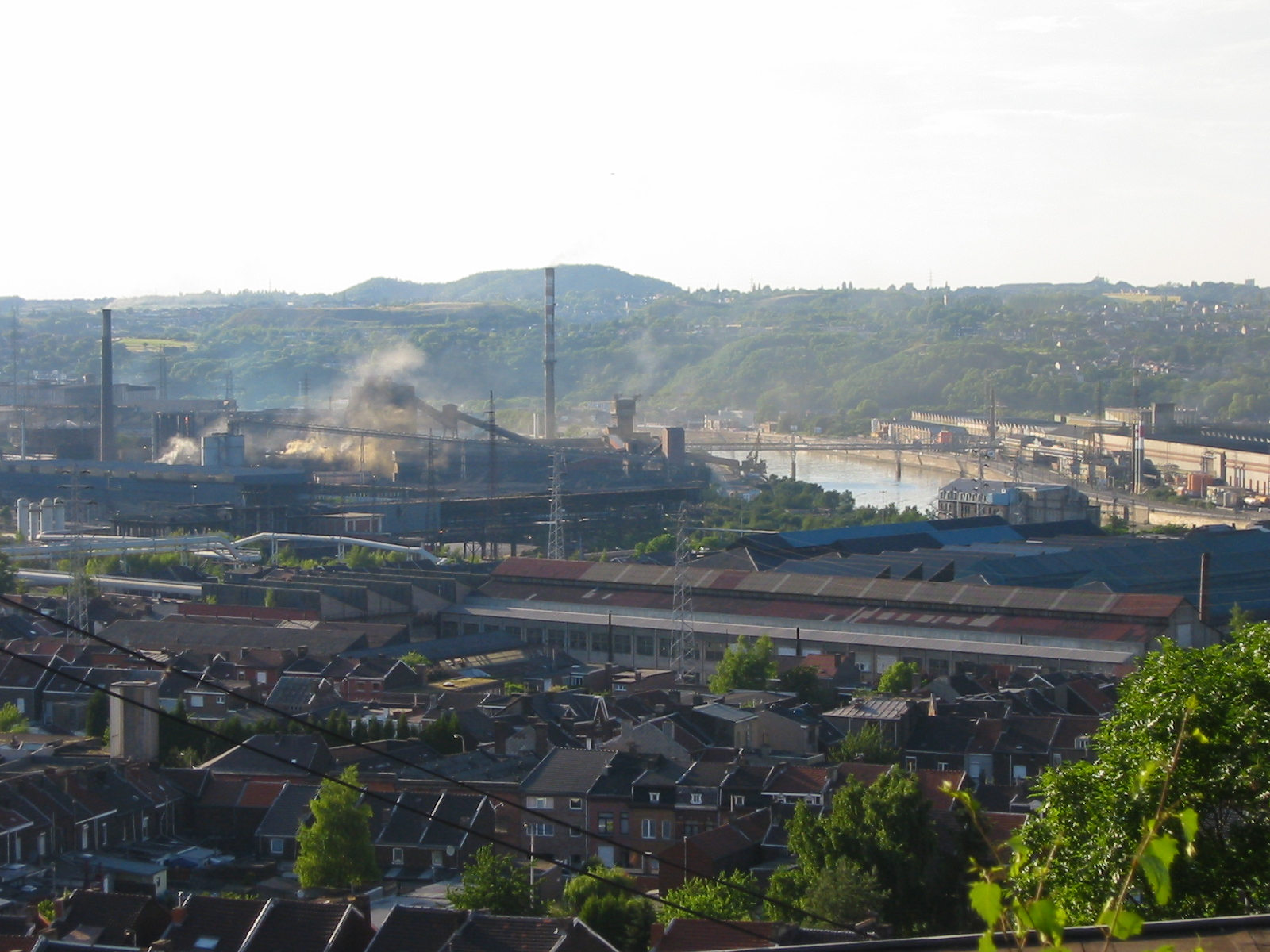
Blick auf das Cockerill-Stahlwerk heute

Der Streik der 100.000 war ein 8 Tage andauernder Streik, der vom 10. bis zum 18. Mai 1941 andauerte und im von den Nazis besetzten Belgien stattfand. Der Streik wurde von Julien Lahaut, dem Anführer der Kommunistischen Partei Belgiens (Parti Communiste de Belgique  bzw. PCB) geleitet. Das Ziel der Streikenden waren die Erhöhung ihres Lohnes, wobei der Streik auch als Akt des passiven Widerstandes gegen die deutschen Besetzser angesehen wird.

## Ablauf und Folgen
Ursprung des Streiks war das Cockerill-Stahlwerk (Cockerill Fonderie) in Seraing im Osten von Belgien. Er begann am 10. Mai 1941, dem ersten Jahrestag der deutschen Invasion auf Belgien. Die Nachricht über den Streik verbreitete sich schnell durch die Provinz Lüttich, worauf sich viele Arbeiter aus Solidarität dem Streik anschlossen, sowie auch in den Industriestädten der Provinzen Hennegau und Limburg. Schätzungsweise beteiligten sich etwa 70.000 Arbeiter – also etwas weniger als der Name „Streik der 100.000“ vermuten lässt. Die Aktionen der Streikenden erregten große Aufmerksamkeit in ganz Belgien und wurden in der Untergrund-Presse der belgischen Résistance ausführlich thematisiert. Auch Vertreter der belgischen Mittel- und Oberschicht, welche militanten Arbeitsaufständen traditionell reservierter gegenüberstand, unterstützten die Streikenden.
Um den Streik zu beenden, stimmten die Deutschen einer Lohnerhöhung von acht Prozent zu. Daraufhin endete die Arbeitsniederlegung am 18. Mai 1941. Nach dem Streik fürchteten die deutschen Besetzer, dass sich dieser wiederholen könne. Eine direkte Aktion gegen die Mitglieder der Kommunistischen Partei und die Streikenden war jedoch aufgrund des noch bestehenden Hitler-Stalin-Pakts nicht möglich. Erst nach dem deutschen Überfall auf die Sowjetunion endete die begrenzte Duldung der belgischen Kommunisten. So wurde der Streikführer Julien Lahaut in das Konzentrationslager Mauthausen deportiert und viele ehemalige Streikende in der Zitadelle von Huy inhaftiert. Außerdem wurden im September 1942 ungefähr 400 Arbeiter wegen des Verdachtes eines geplanten Streiks inhaftiert. All diese Maßnahmen zeigten jedoch nur eine begrenzte Wirkung, da es im November 1942 und dem Februar 1943 zu weiteren großen Streiks kam.

## Nord-Pas-de-Calais-Streik
Nachdem sich die Nachricht vom Streik gen Westen ausbreitete schlossen sich auch Bergleute im benachbarten Nord-Pas-de-Calais dem Streik an. Vom 27. Mai bis zum 9. Juni legten etwa 17.000 Bergleute des Nordfranzösischen Kohlereviers aus Protest gegen Rationskürzungen und geringe Bezahlung ihre Arbeit nieder. Die Französische Zeitung Le Monde bezeichnete diesen Streik 2001 als einen der spektakulärsten Aktionen der französischen Résistance.

## Weiterführende Informationen
- Jules Pirlot: Les Communistes au Pays de Liège. In: Analyse de l'IHOES. Nr. 115, Dezember 2013 (ihoes.be [PDF]). (fr)

- "La grève des 100.000 (Mai 1941)" by José Gotovitch  In: Jours de Guerre, No. 7, 1992. (fr)
- Dirk Luyten: Stakingen in België en Nederland, 1940-1941. In: Bijdragen tot de Eigentijdse Geschiedenis. 15. Jahrgang, 2005 (journalbelgianhistory.be). (nl)